# Chedly Laroussi
Pour les articles homonymes, voir Laroussi.
Chedly Laroussi, né le 16 septembre 1942 à Médenine, est un homme politique tunisien.

## Carrière
En 1991, Laroussi devient membre du Conseil économique et social. L'année suivante, il est nommé ambassadeur de la Tunisie à l'Organisation des Nations unies pour l'alimentation et l'agriculture à Rome.
Laroussi devient secrétaire d'État auprès du ministre de l'Agriculture du 1er juin 1994 au 9 octobre 1997. Le 16 juin 1999, il est attaché à la présidence de la République, avant de devenir, entre le 5 septembre 2002 et le 29 août 2008, ministre de la Formation professionnelle et de l’Emploi.
Il a écrit plusieurs ouvrages scientifiques.

## Vie privée
Il est marié et père de trois enfants.